# 中村圭吾
中村 圭吾（なかむら けいご、1999年7月10日 - ）は、日本の男性プロレスラー。岩手県盛岡市出身。DDTプロレスリング所属。血液型O型。

## 経歴
- 2019年10月19日、DDTプロレスリング両国KFCホール大会の吉村直巳戦でデビュー。
- 2021年1月3日、DDT後楽園ホール大会にて岡谷英樹より自力初勝利。
- 2021年3月14日、DDT後楽園ホール大会にて赤井沙希写真集『LIP Hip Shake』からフォールを奪い自身初のタイトルとなるアイアンマンヘビーメタル級王座を獲得（第1500代）も、直後に赤井本人に奪われる。
- 2021年7月4日、DDT後楽園ホール大会にて谷津嘉章・彰人・大和ヒロシとの「チーム・オリンピアン」でKO-D8人タッグ王座を獲得（第5代）。
- 2021年11月から、右膝の手術を伴う治療により長期欠場。
- 2023年1月13日、DDT新宿FACE大会より復帰。
- 2023年4月9日、DDT後楽園ホール大会にてHARASHIMAと組み勝俣瞬馬・MAO組の持つKO-Dタッグ王座に挑むも敗れる。
- 2023年4月15日、DDT新宿FACE大会で飯野“notセクシー”雄貴のスピアーを受けた際に脳震盪を起こし一時欠場。検査の際に右膝の半月板損傷がわかり手術・リハビリのため再び長期欠場。
- 2024年4月26日、DDTひがしんアリーナ大会で復帰。復帰戦でMAOの持つDDT UNIVERSAL王座に挑むも敗れる。
- 2025年4月6日、DDT後楽園ホール大会にて青木真也と組み阿部史典・野村卓矢組KO-Dタッグ王座に挑むも敗れる。
- 2025年4月23日、DDT上野恩賜公園大会をもって、無期限の海外遠征中。

## 得意技
ドロップキック
スワンダイブ式ミサイルキック
絶品
セカンドロープを踏み台にして放つムーンサルトプレス。ネーミングは大石真翔の同技からで本人公認。ただし自ら「未完成品」を自称することもある。
ダイビング・ヘッドバット
ブラジリアンキック
紙テープの回収

## タイトル歴
DDTプロレスリング
KO-D8人タッグ王座（第5代、パートナーは谷津嘉章＆大和ヒロシ＆彰人）
KO-D10人タッグ王座（第10代、パートナーはTo-y&高鹿佑也&石田有輝&須見和馬）
アイアンマンヘビーメタル級王座（第1500代）
日本インディー大賞
ニューカマー賞（2019年）

## 人物・エピソード
- 名門である岩手県立盛岡工業高等学校レスリング部出身のレスリングの実力者[2]。
- 2023年4月の2度目の長期欠場前まではシングレットのコスチュームを着用しており、蹴り技メインで戦うときは諸肌を脱いでいた。

## 入場曲
- Double Down （SKY-HI）

## 出演
- 暴太郎戦隊ドンブラザーズ ドン44話（テレビ朝日、2023年1月15日） - 小野力雄 / 超電子鬼役[3]
- ストロングな食堂 （2024年1月8日、テレビ朝日）[4]